# Motor termic
Un motor termic este o mașină termică motoare, care transformă căldura în lucru mecanic.  
Un motor termic lucrează pe baza unui ciclu termodinamic realizat cu ajutorul unui fluid.
Întrucât, conform principiului al doilea al termodinamicii, doar o parte a căldurii preluate de la sursa de căldură (numită și sursa caldă) este transformată în lucru mecanic, restul de căldură este transferat unui sistem cu temperatură mai mică, numit sursă rece.

## Tipuri de motoare termice
- motor cu ardere externă, la care sursa de căldură este externă agentului de lucru ce efectuează ciclul termodinamic:

- motor cu abur
- turbină cu abur
- motor Stirling

- motor cu ardere internă, la care sursa de căldură este arderea combustibilului din agentul de lucru al ciclului termodinamic:

- motor cu ardere internă cu piston
- motor Wankel
- instalație de turbină cu gaze
- motor-rachetă
- statoreactor
- pulsoreactor